# Schönberg (Oberbayern)
 For alternative betydninger, se Schönberg. (Se også artikler, som begynder med Schönberg)
Schönberg er en kommune i Landkreis Mühldorf am Inn i den østlige del af regierungsbezirk Oberbayern i den tyske delstat Bayern.
Den er en del af Verwaltungsgemeinschaft Oberbergkirchen.

## Geografi
Schönberg ligger i  Region Südostoberbayern i bakkelandet i den nordlige del af Landkreis Mühldorf am Inn.
Ud over Schönberg ligger landsbyen Aspertsham i kommunen.